# إليزابيث وينثروب
إليزابيث وينثروب (بالإنجليزية: Elizabeth Winthrop)‏ هي كاتِبة وكاتبة للأطفال أمريكية، ولدت في 1948.

## وصلات خارجية
- الموقع الرسمي